# 乔拉山
乔娜山（Chawla Hill）是火星古謝夫環形山的哥伦比亚山丘群的一座山峰，它以因太空探險犧牲的美國女性太空人卡尔帕娜·乔娜的名字命名。喬娜山在哥倫比亞山脈的七個山峰中，是僅次於赫斯本德山的第二高峰。位於赫斯本德山的北側。